# جوليا سؤامياس
جوليا سؤامياس أو جُوليَا سُهَيْمَة (بالإغريقية: Ιουλία Σοαιμιάς)‏ امرأة سورية نبيلة من الأسْرَةِ المَلَكِيَّة الحَاكِمَة لإميسا، ابنَةُ جُوليا مِيسا زَوجَةُ النَّبيلِ السُّوريّ يُوليُوسْ أفيتُوس أليكسيَانُوس [الإنجليزية] وَأمُّ الإمْبَرَاطُور مَارْكُوس أورِلْيُوس أنْطُونْيُوس، الذي حكم الإمْبَرَاطُوريَّة الرُّومَانيَّة بين عامي 218-222م، وُلِدَتْ وَتَرَعْرَعَتْ فِي إمِيسَا (حِمْصْ حَديثًا، سُوريا) وَارْتَبَطَتْ مِنْ نَاحِيَةِ وَالِدَتِهَا إلى الأسْرَةِ المَلَكِيَّةِ الحَاكِمَة لإمِيسا، وَمِنْ خِلاَلِ زَوَجهَا بالأُسْرَةِ السڤرِيّة أيْضًا.

## نسبها وعائلتها
هِيَ ابْنَةُ النَبيلِ السُّوريّ غَايُوس يُوليُوسْ أَفيتُوس أليكسيَانُوس [الإنجليزية]، وَجُوليَا مِيسَا، الامْرَأةُ الرُّومَانِيَةُ القَّوِيَةُ ذَاتِ الأُصُولِ السُّوريَّةِ؛ وَكَذَلِكَ ابنَة أُخْتِ الإمْبَرَاطُورَة جُوليا دُومْنَا، زَوْجَة الإمْبَرَاطُور لُوشْيُوسْ سِيبْتِمُوسْ سِيفيرُوسْ، وَشَقِيقَة جُوليا أفيتَا مَامِيَا. وُلِدَتْ وَتَرَعْرَعَتْ فِي إمِيسَا (حِمْصْ حَديثًا، سُوريا).
تَزَوَّجَتْ مِنَ الفَارِسِ والسِّيَاسِيّ السُّوريّ سِكْتُوسْ فَاريُوسْ مِرْسِلِسْ [الإنجليزية]، الذي وُلِدَ وَتَرَعْرَعَ في أفامْيَا، وَيَنْتَمِى إلى الأُسْرَةِ السڤرِيّة الإمْبَرَاطُوريَّة، أقَامُوا بَعْدَهَا في رُومَاحَيْثُ ارْتَقَى زَوْجُهَا آنذاك إلىَ مَجْلِسِ الشُّيوخِ الرُّومَانِيّ. أَنْجَبَتْ جُوليَا سُؤامْيَاس مِنْ زَوْجهَا طِفْلَينِ أَحَدُهُمَا غَيرَ مَعْرُوفْ الاسمِ وَالآخَرُ سِيْكْتُوس فَارْيُوسْ أفِيتُوسْ بَاسْيَانُوسْ الذي أصْبَحَ الإمْبَرَاطُورَ الرُّوْمَانِيّ إيل جبل. تُوُفِي عَنْهَا زَوْجُهَا عام 215م، إبَّانَ فَتْرَةِ عَمَلِهِ حَاكِمًا لِوِلايَةِ نُومِيديَا. وَأنْشَأتِ جُوليَا وَابنَيهَا شَاهِدَةَ قَبْرٍ عُثِرَ عَليْهَا فيليتري، فِي مَكَانٍ لَيْسَ ببَعِيدٍ عَنْ رُومَا. احْتَوَتْ شَاهِدَةُ القَبْرِ عَلى نَقْشَينِ كُتِبَا بلُغَتَينِ مُخْتَلِفَتَينْ أخدهما باللّاتِينِيَّة وَالآخَرْ بالإغْرِيقِيَّة. وتكشف النقوش عن حياتها السياسية وعناوينها المختلفة وتسمياتها وتمييزاتها التي حصل عليها. وَ كَشَفَتْ تِلْكَ النُقُوشٌ عَنْ حَيَاتِهِ السِيَاسِيَّة وَألقَابهِ وَمُسَمَيَاتِهِ المختلفة وَكَذَلِكَ الامْتِيَازَاتِ التي حَصَلَ عَلَيْهَا.

## جُوليا سؤامياس الإمبراطورة

### خلفية تاريخية
قُتِلَ ابْنُ عَمِّ أُمِهَا الإمْبَرَاطُور الرُّومَانِيّ كاراكلا وَاعْتَلَى مَارْكُوسْ أوبلِيُوسْ سِيفيرْيُوسْ مَاكْرينُوس العَرْشَ الإمْبَرَاطُورِيَّ مِنْ بَعْدِهِ. حَيْثُ سُمِحَ لهَا وَلِعَائِلَتِهَا بالعَوْدَةِ إلى سُوريَا ومعهم ثَرَوَاتُهُم الطَّائِلَة، وَغَادَرُوْا إلى إمِيسا (حِمْص حَديثًا). حِيْثُ صَعَدَ نَجْمُ ابنِهَا بَاسْيَانُوسْ كَرَئيسٍ لكَهَنَة الإلهِ جَبَلْ.

### استعادة أمجاد السلالة السفرية
وَظَّفَتْ جُوليَا مَيسا والدة جُوليا سُؤَامْيَاس ثَرَوَاتِ الأخِيْرَةِ الطَّائِلَةِ وَادَّعَتْ أَنَّ كَارَكَالّا كَانَ قَدْ عَاشَرَ ابنَتَهَا وَأنْ ابْنَهَا بَاسْيَانُوسْ هُو ابن كاراكالا (الغير شرعي)، وَأقْنَعَتْ جُوليَا مَيسا جُنُودَ الفَيْلَقِ الغَالِيّ الثَالِثِ المُتَمَرْكِزِ بالقُرْبِ مِنْ إمِيسَا بالوَلاءِ لبَاسْيَانُوس. وَلاحقًا دُعِيَ بَاسْيَانُوسْ برِفْقَةِ أُمِّهِ وَأَخَوَاتِهِ إلى المُخَيَّمِ العَسْكَري، مُرتَدِيًا الزِيّ الأُرْجُوانِيّ الإمْبَرَاطُورِيّ حَيْثُ تَوَّجَهُ الجُنُودُ إمْبَرَاطُورًا.
دَوَّنَ لُوسْيوُسْ كَاسِيوُسْ دِيُو كُوكَايَانُوسْ بدَوْرِهِ قِصَّةً مُخْتَلِفَةً، مُسْتَشْهِدًا بأن «غانيس»، وهو «الشَّابُ المُرَاهِقُ» عَشِيقُ سُؤامْيَاسْ كَانَ وَرَاءَ هَذِهِ الثَّوْرَة. وَحَيْثُ أنَّ الصَّبِيَّ كَانَ يَتِيمًا تَصَّرَّفَ «غانيس» عَلَى أنَّهُ الوَصِيُّ عَلَى الصَّبيّ وَوَالِدَهُ بالتَبَنِّي، وَفِي جُنْحِ اللَّيْلِ ألبَسَهُ ثِيَابَ كَاراكَالّا وَهَرَّبَهُ إلى المُخَيَّمِ، دُوْنِ عِلم جُوليا سُؤامْيَاس وَأُمِّهَا جُوليا مِيسا، وَأَقْنَعَ الجُّنُودَ بالقَسَمِ بالوَلاءِ لَه. وَلَكِنَّ وَعَلَى الأرْجَحِ أنَّ هَذِهِ القِصَّةَ مُلَفَّقَةٌ، إذْ أنَّهُ وَمِنْ غَيْرِ المَعْقُولِ أَنْ لاتَكُوْنَ جُوليا مِيسا عَلى دِرَايَةٍ بالأَمْرِ، وَخُصُوصًا أنَّهَا ستكون مِنْ أكْثَرِ المُنْتَفِعِينَ من تَنْصِيبِ حَفِيدِهَا إمْبَرَاطُورًا، وَعَلَى نَفْسِ المِنْوَالِ، لا تُعْتَبَرُ رِوَايَةُ المُؤَرِّخِ هِيرُوديَان، التي تَنُصُّ أنَّ جُوليا مِيسا الذي يحكي أنَّ الانْقِلابَ كَانَ مُدَبَّرًا مِنْ قِبَلِها وَعَائِلَتُهَا فَقَطْ رِوَايَةً غَيْرُ صَحِيحَةً أيْضًا، وَالرَّاجِحُ هُنَا مِنْ قِصَّةِ كَاسِيوُسْ دِيُو في وَقْتٍ لاحِقٍ، أنَّ الصَبيَّ كَانَ قَدْ حَظِيَ بدَعْمِ العَديدِ مِنَ الأرُسْتُقْراطِيِّن وَأَعْضَاءِ مَجْلِسِ الشُّيوخِ في إمِيسا.
وَمَهْمَا كَانَتِ العَوامِلُ التي أدَّتْ إلى اعْتِلاءِ بَاسْيَانُوسْ العَرْشَ، إلا أنَّهُ وَفي وَقْتٍ لاحِقٍ قَادَ حَمْلَةً ضِدَّ مَارْكُوسْ أوبلِيُوسْ سِيفيرْيُوسْ مَاكْرينُوس وَدَخَلَ مَدِينَة أنْطَاكِيَّة كَإمْبَرَاطُور، وَتَمَكَّنَ آنَذاك مَاكْرينُوس مِنَ الفِرَارِ إلى أنْ قُبِضَ عَلَيْهِ بالقُرْبِ مِنْ خِلَقْدَون وَأُعْدِمَ في قَبَادُوقِيَة.

### عهد إيل جبل

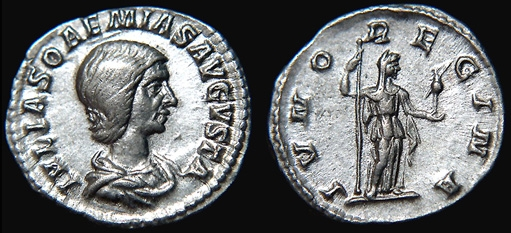
صورة ديناريوس العُملة الفضية الرومانية، عليها نقش لصورة جوليا سؤامياس

ظَهَرَ بَاسْيَانُوسْ كإمْبَرَاطُورٍ وَأطْلَقَ عَلى نَفْسِهِ اسْمَ مَاركُوس أوريليُوس أنْطُونيُوس -أُوْغُسْطُسْ (المُعَظَّمْ أو المُبَجَّلْ)-، وَكَذَلك عَلى وَالِدَتِهِ سؤامياس اسْمّ جُوليَا سُؤامْيَاس -أُوْغُوسْتَا (المُعَظَّمَة أو المُبَجَّلَة)-. عُنِيَ إيلْ جَبَل كإمْبَرَاطُورٍ بالمَسَائِل الدِينِيَّةِ، وَكَانَ أتْبَاعُ عِبَادَةِ الشَّمْسِ قَدْ ازْدَادُوا فِي جَمِيعِ أنْحَاءِ الإمْبَرَاطُوريَّة مُنْذُ عَهْدِ قَرِيبِ أُمِّهِ، الإمْبَرَاطُور لُوشْيُوسْ سِيبتِمُوس سِيفيرُوس، وَرَأى إيْلْ جَبَل وَمَعَهُ وَالدَتُه في ذلك فُرْصَةً فِي تَنْصِيبهِ كَبيْرَ آلِهَة الرُّومَان. حَيْثُ أُعِيدَت تّسْمِيَةِ إلى سُول إنفِكْتُوس بمعنى إله الشَّمْسِ الذي لا يُقْهَر وَمُنِحَ مَكَانَةً مَرْمُوقَةً فَاقَتْ مَكَانَةَ جُوبيتَر إلهُ السَمَاءِ وَالبَرْقِ فِي الأسَاطِيرِ الرُّومَانِيَّة. أمْضَى إيْلْ جَبَل وَحَاشِيَتُه شِتَاءِ عَام 218م فِي بيثينيَا في نِيقُومِيديَا، حَيْثُ بَرُزَتْ لَهُ مُعْضِلَةُ مُعْتَقَدَاتِهِ الدِّينِيَّة. وَيُشِيرُ مُؤَرِّخُ عَصْرِهِ كَاسِيُوس ديو إلى أنَّهُ قَتَلَ «غانيس» بحُجَّة أنَّهُ ضَغَطَ عَلَيْهِ ليَعِيشَ حَيَاتَهُ «باعْتِدَالٍ وَحِكْمَة». وَلِأجْلِ مُسَاعَدَةِ الرُّوْمَانِ عَلى التَّكَيُّفِ مَعَ وُجُودِ كَاهِنٍ شَرقِيٍّ كإمْبَرَاطُور، قَامَتْ وَالِدَتُهَا وَجَدَّةُ إيل جبل جُوليا ميسا بإرْسَالِ لَوْحَةٍ إلى رُومَا يَظْهَرُ فيْهَا إيل جَبَل مُرْتَدِيًا جُلبَابًا كَهَنُوتيًا وَعُلِّقَتِ اللوحة على تِمْثَالِ آلِهَةِ النَّصْرِ فيكتوريا في مَجْلِسِ الشُّيُوخ. الأمْرُ الذي وَضَعَ أعْضَاءَ مَجْلِسِ الشُّيُوخ فِي مَوْقِفٍ مُحْرِجٍ اضْطرَّهُم إلى تَقْدِيمِ الذَبَائِحِ إلى إيل جَبَل كُلَّمَا قَدَّمُوا شَيْئًا إلى فيكتوريا.
حَاوَلَ الثُّنَائي اكْتِسَابَ شَعْبيَّة بين أتْبَاعِ العِبَادَاتِ الرُّومَانيَّة آنَذَاك، وَكَبَادِرَةِ احْتِرَامٍ، ضَمُّوا إليْهَم إما الآلهة عِشْتَار آلهة الخِصْبِ، أو منيرفا إلَهَةِ العَقْلِ وَالحِكْمَة، أو أورانيا إحْدَى آلهة الإلهام التِسْع على صُورَة شَريْك. وَفِي حِينِ كانَ إيل جَبَل مُنْشَغِلا في الأمُورِ الدِّينيَّة، كانت والدته جوليا سُؤامْيَاس وَجَدَّتُهُ جُوليَا مِيسَا مُنْشَغِلَتَينِ فِي إدَارَةِ رُومَا، وَظَهَرَتْ كِلْتَيْهُمَا فِي الرِّوَايَاتِ الأدَبيَّة التي تَتَحَدَّثُ عَنْ عَهْدِ إيل جَبَل، وَكَانَ لَهُنَّ تَأثيرٌ كَبيرٌ في رُومَا. كَمَا حَضَرَتْ جوليا سُؤامْيَاس اجْتِمَاعاتِ مَجْلِسِ الشُّيوخِ، وَعَقَدَتْ «مَجْلِسَ شُيُوخٍ نَسَوِي» للبَتِّ فِي مَسَائِلِ المُوضَة وَأعْرَافِهَا. كُرِّمَتْ جوليا سؤامياس بألقَابَ مُخْتَلِفَةٍ، بمَا في ذَلك «أوغوستا (المَعَظَّمَة أو المُبَجَّلَة)، ماتر أوغستي (أُمُّ المُعَظَّمِ المَعَظَّمَة)» وَكذلك «أُمُّ المُخَيَّمِ وَمَجْلِسُ الشُّيوخِ وَالبَيْتِ الإلهِي». وَمَعَ ذَلك، لَمْ تَكُن لهم الحُظْوَة، وَسُرْعَانَ مَا سَخِطَ النَّاسُ، وَمَرَدُّ ذَلك إلى السُّلوكِ الجِنْسِي الغَريبِ وَالمُمَارَسَاتِ الدِينِيَّة الشَّرقِيَّة التي أتى بهَا إيل جَبَل، فَقَدْ كَانَ إيل جَبَل مَعْرُوفًا لدَى أفْرَادِ الحَرسِ البريتُوريّ -الإمْبَرَاطُوري بمَعْنَى آخر- وَكَذَلك لدَى أعْضَاءِ مَجْلِسِ الشُّيُوخِ، بانْحِرَافِه، وَلا سِيَّمَا من خِلالِ عَلاقَتِهِ مَعَ هيروقليس [الإنجليزية]، وَالتي اسْتَفَزَّتْ عَلى نَحْوٍ مُتَزايدٍ جُنُودَ الحَرسِ البريتُوريّ. وَعِنْدَمَا أدْرَكَتْ جَدَّةُ إيل جَبَل جُوليَا مِيسَا تَرَاجُعَ الدَّعْمِ الشَّعْبيّ لحَفيدِهَا الإمْبَرَاطُور، قَرَّرَتْ أَنَهُ من الوَاجبِ اسْتبْدَالُه هُوَ وَوَالِدَتُهُ جُوليَا سُؤامْيَاس التي كَانَتْ قَدْ شَجَّعَتْ مُمُارَسَاتِهِ الدِّينيَّة. وَتَوَجَّهَتْ أنْظَارُهَا بعْدَئذٍ إلى ابْنَتِهَا الأخْرى جُوليا أفيتَا مَامِيَا، وَحَفيدِهَا سِيفيرُوسْ ألكْسَنْدَر البَالِغِ مِنَ العُمْرِ ثَلاثَةَ عَشَرَ عَامَاً.

### جدلية السلطة وانتقالها
مَهَدَتْ جُوليا مِيسَا لِحَفيدِهَا إيل جَبَل مَسْألَةَ تَوْلِيَةِ ابنِ عَمِّهِ سِيفيرُوسْ ألكْسَنْدَر وَرِيثًا لعَرْشِهِ وَمَنَحِ سِيفيرُوسْ ألكْسَنْدَر لَقَبَ قَيصَرٍ. وَتَشَارَكَ سِيفيرُوسْ ألكْسَنْدَر لَقَبَ القَيْصَرِ مَعَ الإمْبَرَاطُور فِي ذَلك العَام. إلا أنَّ إيل جَبَل كَانَ قَدْ أعَادَ النَّظَر فِي هَذا التَرتيبِ عِنْدَمَا بَدَأتْ تُسَاوِرُهُ الظُنُونُ فِي أنَّ الحَرسِ البريتُوريّ يُفَضِّلُ ابنَ عَمِهِ دُونَهُ.

## وفاتها
بَعَدَ فَشَلِ عِدَةِ مُحَاوَلاتٍ لقَتَلٍ ابنِ عَمِّهِ، قَرَّرَ إيل جَبَل تّجْريدَ ابنِ عَمِّهِ مِنْ ألقَابهِ، وَإلغَاءَ قُنْصُلِيَّتِهِ، وَنَشَرَ شَائِعَاتٍ مَفَادُهَا أنَّ سِيفيرُوسْ ألكْسَنْدَر كَانَ عَلى وَشَكِ المَوْتِ، مِنْ أَجْلِ جَسِّ نَبْضِ الحَرسِ البريتُوريّ. وَأَعْقَبَ ذَلكَ أَعْمَالُ شَغَبٍ وَطَالَبَ الحَرَسُ برُؤْيَةِ إيل جَبَل وَألكْسَنْدَر فِي المٌخَيَّمِ البريتُوريّ [الإنجليزية]. دَخَلَتْ جُوليَا المُخَيَّمَ لِحِمَايَةِ ابنِهَا، وَقُتِلَتْ مَعَهُ عَلى يَدِ الحَرسِ البريتُوريّ عام 222م. سُحِبَتْ جُثَثُهُم فِي الشَّوَارِعِ وألْقُوْا بهِمَا بعدئذ في نهر تَوذُر، وَأُعْلِنَتْ جُولْيَا فِي وَقْتٍ لاحِقٍ عَدُوًا للشَّعْبِ وَمُسِحَ اسْمُهَا مِنْ جَمِيعِ السِّجِلاّت.